# Jingneta wukuishan
Espèce
Jingneta wukuishan est une espèce d'araignées aranéomorphes de la famille des Leptonetidae.

## Distribution
Cette espèce est endémique du Anhui en Chine,. Elle se rencontre dans le xian de She.

## Description
Le mâle holotype mesure 1,52 mm.

## Systématique et taxinomie
Cette espèce a été décrite par Tong en 2024.

## Étymologie
Son nom d'espèce lui a été donné en référence au lieu de sa découverte, le mont Wukui ou Wukuishan.

## Publication originale
- Li, Chen & Tong, 2024 : « Four new species of leptonetid spiders (Araneae, Leptonetidae) from Anhui Province, China. » ZooKeys, vol. 1218, p. 99-119 (texte intégral).